# Coccophagoides singularis
Coccophagoides singularis is een vliesvleugelig insect uit de familie Aphelinidae. De wetenschappelijke naam is voor het eerst geldig gepubliceerd in 1915 door Girault.